# Partii Inuit
Partii Inuit var et politisk grønlandsk parti som blev stiftet i januar 2013 og som samme år stillede op til Grønlands landstingsvalg den 12. marts. Partiets formand og stifter, Nikku Olsen, sad tidligere i hovedbestyrelsen for det socialistiske Inuit Ataqatigiit, men valgte, i protest over IA's udvikling siden 2009, at stifte Partii Inuit. Partiet blev opløst i 2018.
Ved valget den 12. marts 2013 fik partiet 1.930 stemmer svarende til 6,4 % af de afgivne stemmer. Resultatet udløste to pladser i det grønlandske parlament, Inatsisartut. Efter valget indgik Partii Inuit den 26. marts 2013 koalitionsaftale med Siumut og Atassut. Koalitionsaftalen betød at Partii Inuit fik ministerposten for bolig, natur og miljø i Regeringen Aleqa Hammond I.
Men allerede efter ca. syv måneder blev partiet smidt ud af regeringskoalitionen som følge af uenigheder om udnyttelsen af landets uranforekomster.
Den oprindelige regeringskoalition, med formand for Siumut, Aleqa Hammond som sin leder, nåede dog ikke at sidde særlig længe efter at Partii Inuit havde forladt regeringssamarbejdet. Allerede i oktober måned 2014 måtte Aleqa Hammond trække sig som regeringschef og udskrive nyvalg, efter at det kom frem, at hun havde brugt over 100.000 kroner af selvstyrets landskasse til private formål.
Med blot 1,6 % af stemmerne ved valget 28. november 2014 opnåede Partii Inuit ikke at blive genvalgt til Inatsisartut. Partiet blev opløst op til parlamentsvalget i 2018, og dets tidligere kandidater stillede i stedet op for Partii Naleraq.